# Гребля Кордо
Гребля Кордо — гребля в Кордо, Новий Південний Уельс, Австралія. Він забезпечує водою регіони Макартур і Іллаварра, Воллонділлі Шир і столичний Сідней. Це одна з чотирьох гребель і водозливів у водозбірному басейні Верхньонепейської схеми. Завершена в 1926 році під наглядом Ернеста Макартні де Бурга, гребля належить Water NSW, агентству уряду Нового Південного Уельсу. 18 листопада 1999 року його було внесено до Державного реєстру спадщини Нового Південного Уельсу.

## Конструктивні деталі
Аркова гребля через річку Кордо, внесена до списку пам’яток культурної спадщини, з необлицьованим бічним водозливом на лівій опорі має 58 метрів (191 фут) висота, 404 метри (1 327 фут) і створює резервуар, який містить 93 640 Мл (2,060×1010 англ. гал.; 2,474×1010 гал. США). Будівництво почалося в 1918 році і було завершено в 1926: 268 вартістю 945 000 австралійських фунтів. Стіна складається з великих блоків пісковику, видобутих на місці та скріплених разом, облицьованих сумішшю блакитного каменю та пісковикового бетону: 28–29 Гребля мала низку вдосконалень у дизайні та будівництві раніше завершеної греблі Катаракт. Це включало ущільнювальні шви між елементами конструкції, розташованими з інтервалом 27 метрів (90 фут); оглядові галереї на верхньому та нижньому рівнях, а також труби для реєстрації тиску ґрунтових вод. Блакитний метал, який використовувався для будівництва греблі, доставлявся з урядових кар'єрів у Кіамі та доставлявся залізницею до Дуглас-парку. Звідси його транспортували канатною дорогою через Непейську ущелину до розв’язки на східній стороні, де матеріал перевантажували до 2 футів    колії парової трамваї до точки, яка прилягає до ділянки греблі.

## Історія
Схема Верхнього Непіа була розпочата в 1880 році після того, як було зрозуміло, що схема Ботанічних боліт недостатня для задоволення потреб Сіднея у водопостачанні. Проект Nepean складався з будівництва греблі через річку Nepean для перенаправлення річок Катаракт, Кордо, Ейвон і Nepean до водосховища Prospect.
Проектуванням і будівництвом греблі Кордо займалися відділ водопостачання та каналізації та відділення гавані та річок Департаменту громадських робіт Нового Південного Уельсу. Будівництво греблі вимагало знань і досвіду низки інженерів, які працювали у філіях на той час, включаючи Сесіла Дарлі (інженер-інспектор Нового Уельсу в Лондоні), Леслі Вейда (головний інженер відділу водопостачання та каналізації), Генрі Даре та Ернеста M. de Burgh (інженери-наглядчики). Успішне завершення будівництва греблі та її продовження використання в якості греблі водопостачання є міцним свідченням професійних здібностей покоління інженерів пізньої вікторіанської/едвардіанської епохи Департаменту громадських робіт.

## Опис
Гребля Кордо — це циклопічна кам’яна гребля, що складається з блоків пісковику вагою від двох до чотирьох з половиною тонн, видобутих на місці та закладених у цементному розчині. Приблизно прямокутні блоки були укладені та заповнені бетоном з пісковика, а цементний розчин використовувався лише там, де це було необхідно. Бетон виготовляється з подрібненого пісковика Hawkesbury. Бетон із твердого базальтового каменю (замість м’якшого пісковику) використовується для верхнього забою 1 метр (2 фут) товщиною, яка переходить у піскобетон 2 метри (6 фут) товщиною на нижніх рівнях і 1 метр (4 фут) товстий на вищих рівнях. Стінка греблі вигнута в плані і має прибійний водоскид як продовження її південного кінця. Кожен кінець стіни греблі оточений масивними пілонами в єгипетському стилі з декоративними колонами лотоса. Ці пілони відрізняються від пілонів на греблі Ейвон тим, що вони мають сильні рифлення на колонах лотоса. Два будинки з клапанами вздовж стіни греблі – це квадратні бетонні будівлі з плоскими дахами з яскраво вираженою єгипетською стилізацією в конічних профілях стін, круглими ребрами кутів і нависаючими карнизами. Вони містять випускні отвори, причому верхній вихідний отвір складається з двох 122-сантиметри (48 дюйм) труби з клапанами FCD і засувками Ring Faulkner. Два нижні клапанні комірки біля підніжжя стіни греблі дуже схожі на вигляд і містять 91-сантиметр (36 дюйм) випускні труби із засувками Ring Faulkner та очисними клапанами як вихідні отвори.